# GRB 050904
GRB 050904 è un lampo gamma osservato nella costellazione dei Pesci dal telescopio spaziale Swift il 4 settembre 2005 alle 01:51:44 UTC durato circa 200 secondi e con una coda nell'infrarosso di quasi 25 ore.
La sua importanza scientifica risiede nel fatto che, al tempo della scoperta, divenne, con una misurazione di z=6,295, il lampo con il più elevato valore di spostamento verso il rosso e pertanto il più distante e il più lontano nel tempo che si fosse mai osservato. Inoltre, in assoluto, risultava superato solo dalla quasar SDSS J114816.64+525150.3 (z=6,419).
Tale valore di z indica che il lampo ebbe origine quando l'età dell'universo era di circa 890 milioni di anni e che avvenne a circa 12,7 miliardi di anni luce rispetto all'attuale posizione della Terra.,
Il primato di GRB 050904 è stato successivamente superato da GRB 080913.